# Tucker 48
El Tucker 48 Sedan (también llamado Tucker Torpedo) es un automóvil de turismo adelantado a su época, desarrollado por el empresario estadounidense Preston Tucker y fabricado en Chicago en el año 1948. Tiene una carrocería sedán de cuatro puertas, y se fabricaron únicamente 51 unidades antes de que la compañía fuera cerrada por acusaciones de fraude.
La película de 1988 "Tucker: un hombre y su sueño" se basa en la historia que rodea a la producción del automóvil. El director de la película, Francis Ford Coppola, es propietario de un Tucker.

## Descripción

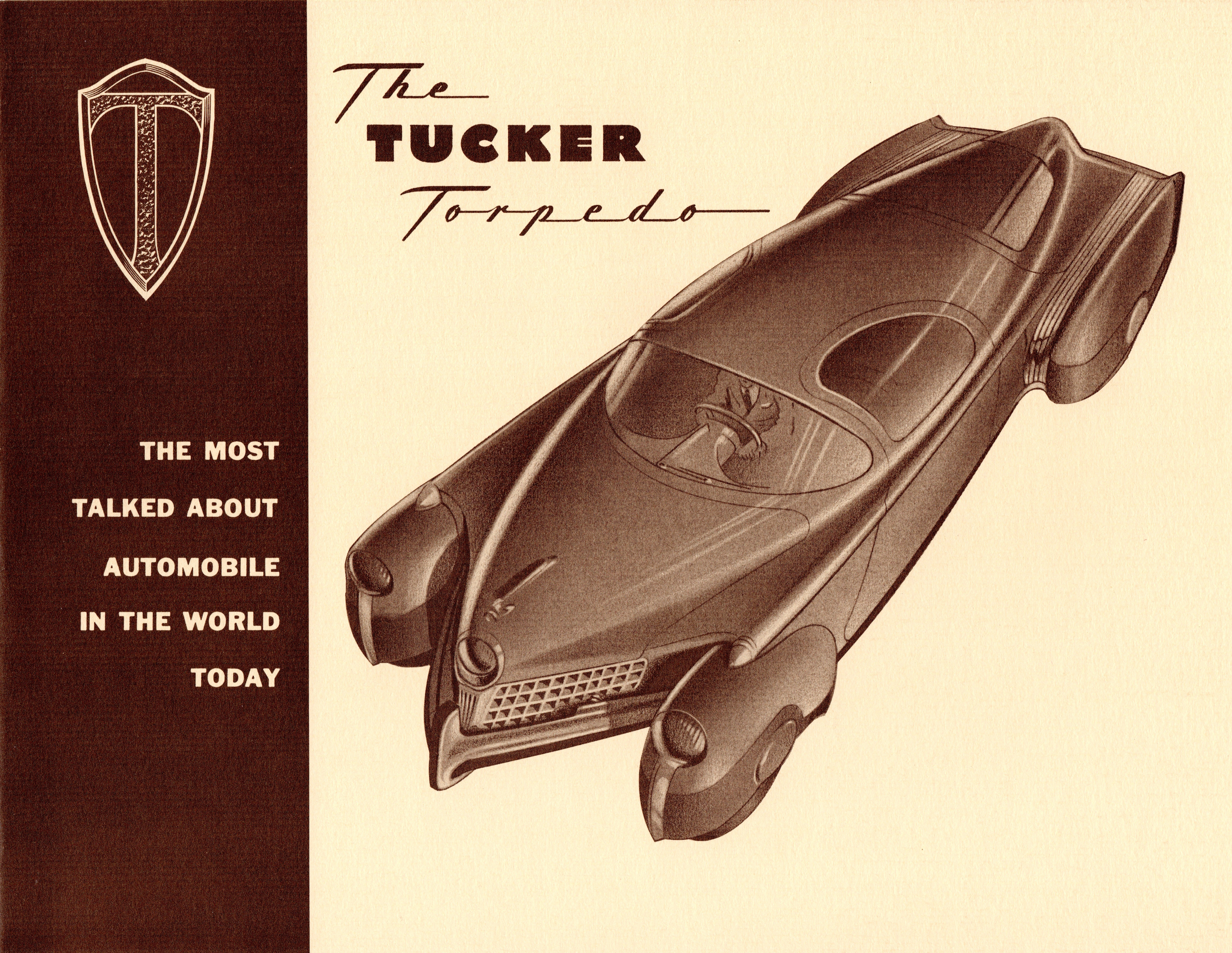
Folleto del Tucker Torpedo, c. 1947. Este dibujo del prototipo incluye el volante ubicado en el centro, puertas que envuelven el techo y guardabarros delanteros que giran cuando el automóvil circula en una curva. Estas características no llegaron a la fase de producción

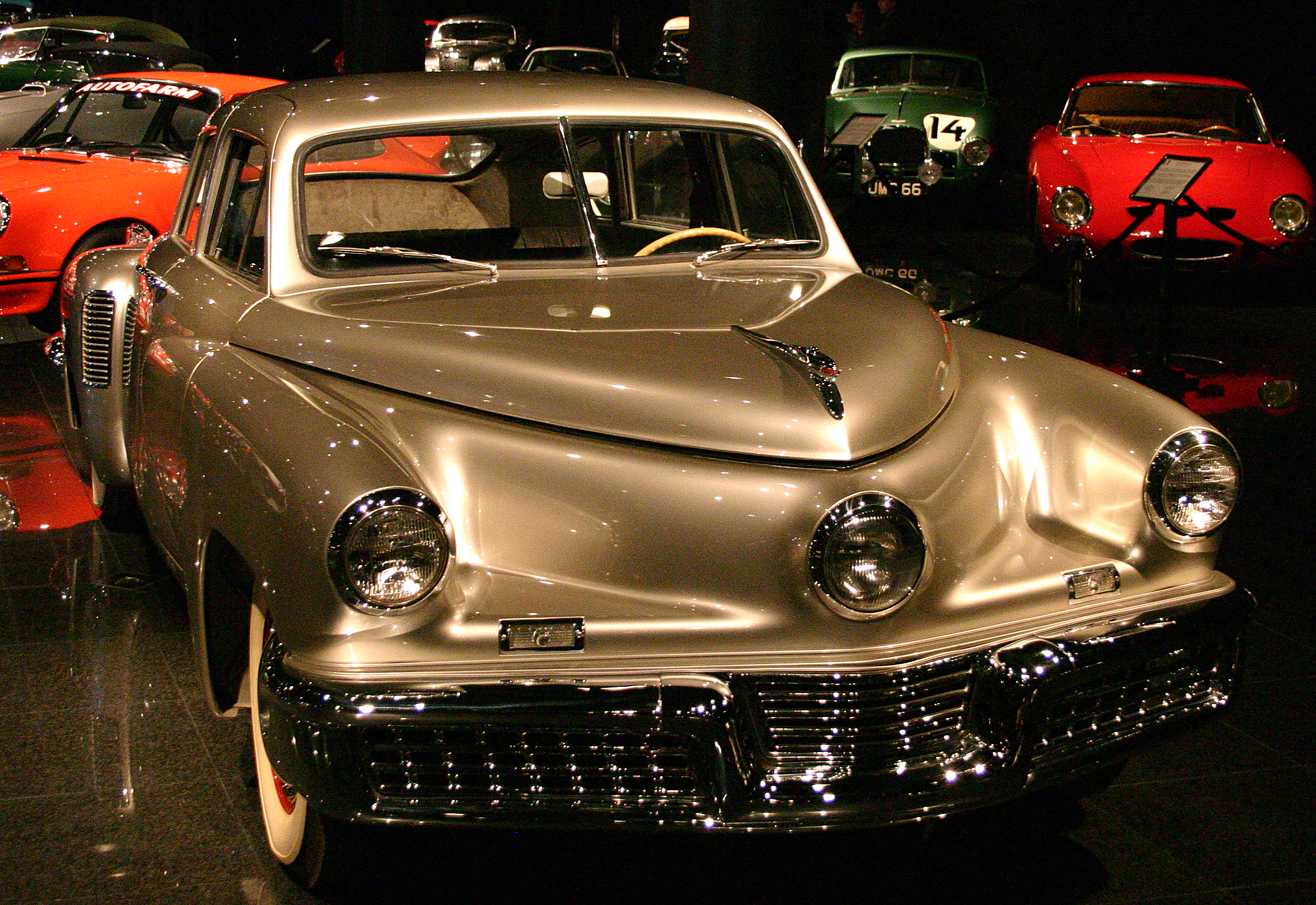
Un Tucker en el Museo del Automóvil de Blackhawk

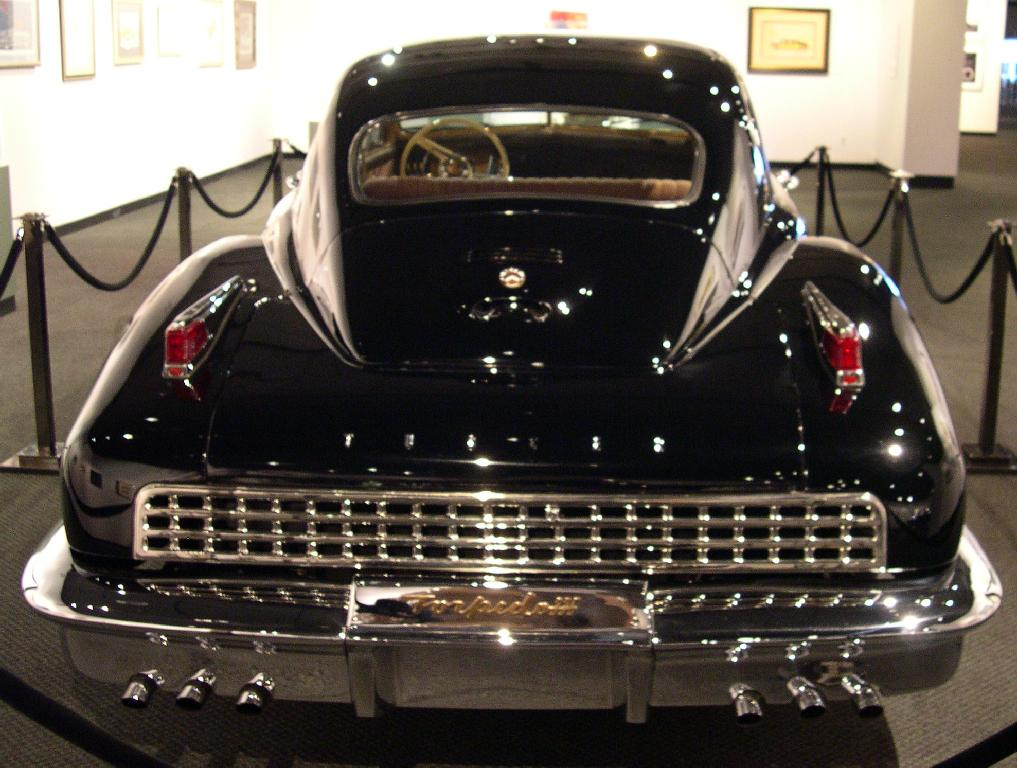
Parte trasera del Tucker Torpedo

Después de la Segunda Guerra Mundial, emprendedores como Henry J. Kaiser y Preston Tucker vieron una oportunidad para entrar en el mercado automotriz. El gobierno de los Estados Unidos dejó de necesitar cantidades masivas de suministros con el final de la guerra, y dio prioridad a las empresas de emprendedores independientes en vez de a las grandes corporaciones, que ya habían obtenido grandes beneficios durante el conflicto.
Studebaker fue el primero, con un modelo totalmente nuevo de posguerra. Pero Tucker siguió una táctica diferente, diseñando un automóvil seguro con características innovadoras y un estilizado diseño moderno. Sus especificaciones incluían un motor trasero como el de Porsche (es decir, un bóxer de 6 cilindros opuestos), frenos de disco, aire enfriado e inyección de combustible, la ubicación de todos los instrumentos en el volante, y un tablero acolchado.
El famoso diseñador Alex Tremulis, que había trabajado previamente para Auburn/Cord/Duesenberg, fue contratado el 24 de diciembre de 1946, solo seis días antes de finalizar el proyecto. El 31 de diciembre de 1946, Tucker aprobó el diseño, el Tucker Torpedo. También había contratado a otra firma para realizar un modelo alternativo, pero solamente tomó de este los pilotos traseros, cuya forma era horizontal, y que se pueden ver en el modelo final.

## Diseño innovador
Los componentes mecánicos fueron innovadores. El marco perimetral envolvente daba al vehículo una protección al chocar. La caja de dirección estaba detrás del eje frontal para proteger al conductor en caso de choque frontal, pero numerosas innovaciones fueron dejadas de lado. Ruedas de magnesio, frenos de disco, faros orientables y una transmisión de convertidor de par no pasaron del tablero de dibujo.
Sin embargo, su novedoso motor se mantuvo en producción durante un largo período. Era un seis cilindros tipo bóxer de 589 in³ (9,7 L) de cilindrada, y 150 hp (112 kW) de potencia máxima. Poseía cámaras de combustión semiesféricas, inyección de combustible y válvulas en cabeza operadas por aceite a presión en vez de [utilizar un [árbol de levas]]. Estas características fueron pioneras en la industria automovilística de 1948, pero al avanzar el desarrollo del motor, surgieron numerosos problemas. El tren de válvulas del motor se mostró problemático. El motor y el cable de la transmisión fueron montados en submarcos, cada uno de los cuales podía ser cambiado en minutos con apenas aflojar seis tornillos, otra visión de Tucker que permitía mejores tiempos en el servicio en el caso de requerir desmontar el motor.
El automóvil final tenía solamente 1524 mm (60 pulgadas) de alto, pero disponía de un gran espacio interior. Destacaba su tercera luz direccionable, apodada el "ojo de cíclope", para su uso en las curvas, que se encendía siempre que el coche giraba más de 10 grados. El diseño de Tremulis fue aclamado como el más aerodinámico del mundo. Mantenía las defensas propias del tiempo de la preguerra y fue el precursor de los parachoques modernos. El cómputo matemático del coeficiente de arrastre era solamente de 0,27, aunque fue "redondeado" por la publicidad a 0,30.

## Presentación
La presentación mundial del muy vitoreado automóvil fue prevista para el 19 de junio de 1947. Más de 3000 personas fueron invitadas para un almuerzo, una vuelta en tren por la planta de construcción, y la presentación en el auditorio principal. Pero el acto se vio frustrado debido a que surgieron problemas de última hora en el coche. La transmisión se bloqueó y el coche no se movía. Tucker se mantuvo en escena durante dos horas, mientras se improvisaban actos para distraer al público mientras se realizaban las reparaciones de emergencia. El vehículo fue finalmente empujado a mano sobre una mesa giratoria y el telón se levantó en medio de un aplauso estrepitoso. Tucker se reunió en el escenario con su familia. Junto a su hija estrelló una botella de champán en el "Ojo de cíclope" y mojó a su padre. En el mismo escenario estaban los ingenieros de Tucker, cubiertos de grasa por las reparaciones de última hora.
Tucker había prometido 150 hp (112 kW) en su motor, pero este no estaba funcionando, por lo que otro motor lo reemplazaría. La compañía lo intentó primero con un motor Lycoming de avión, pero este no cabía en el compartimiento trasero. Sin embargo, el motor Franklin refrigerado por aire y usado en un helicóptero se ajustó sorprendentemente al compartimento, y Tucker compró entonces cuatro unidades a 5000 dólares cada una. Los ingenieros de la compañía transformaron el motor de 5,5 litros para ser refrigerado por agua y sus 166 hp (124 kW) complacieron a Tucker. Este fiable motor fue probado a su máxima capacidad durante 150 horas, lo que aseguraría viajar 18.000 millas (28.962 km) con el acelerador a fondo. Rápidamente, compró la compañía Franklin para asegurarse la fuente de los motores.
Otro elemento fallido del prototipo fue el sistema de transmisión, diseñado para un vehículo de motor delantero y tracción delantera. No era adecuado para el par del motor Franklin, por lo que se necesitó otro diseño. Se contrató al creador de la transmisión Dynaflow de Buick, que diseñó una transmisión especial llamada "Tuckermatic" con solo 27 piezas, frente a las 90 de otros sistemas convencionales. Sin embargo, esta transmisión causó nuevos problemas, como el hecho de que el prototipo no tenía marcha atrás, por lo que algunos noticias de la prensa escéptica informaron de que no tenía esta marcha, dañando su reputación.
La compañía decidió entonces invertir más dinero para asegurar su futuro y credibilidad. Serían inyectados 17 millones de dólares mediante una venta de acciones, una de las primeras OPIs (Oferta Pública Inicial) especulativas. Otro ingreso de dinero fue el programa de accesorios Tucker: los futuros compradores podían adquirir accesorios como coberturas de asientos, la radio y el porta equipaje, antes de que el coche fuera construido. Esto supuso dos millones de dólares adicionales de inversión para la compañía.
Con el diseño final entre manos, Preston Tucker sacó los coches de preproducción a la calle para mostrárselos a los ciudadanos. Se convirtieron en un auténtico éxito, congregando muchedumbres por dondequiera que pasaran. Un informe de la época afirma que Tucker había sido empujado por un oficial de policía en un intento de obtener una mejor vista del coche.

## Fallo
Una de las ideas más innovadoras del negocio de Tucker causó problemas a la compañía. Su programa de accesorios reunió fondos vendiéndolos antes de que el coche estuviera en plena producción. Este concepto fue investigado por la Comisión de Seguridades y de Intercambio de los Estados Unidos, y el procurador formalizó una acusación contra los ejecutivos de la compañía. Aunque todos los cargos fueron finalmente desechados, la publicidad negativa destruyó a la compañía e impidió la producción del coche. Para contrarrestar la mala prensa, Tucker se puso de nuevo a promocionar sus coches, y programó una prueba pública de dos semanas en el autódromo de Indianápolis con algunos de los 37 coches que habían sido construidos. Uno de los coches rodó a un promedio de 100 mph (160 km/h).
Durante los problemas que Tucker tuvo que afrontar para intentar promover su coche y ponerlo en producción, aseguró que los "Tres Grandes" constructores de automóviles (refiriéndose seguramente a Chrysler, Ford y GM) estaban intentando sabotear sus esfuerzos de manera deliberada, todo con la influencia del senador por Detroit Homer Ferguson, quien es comúnmente nombrado responsable de la caída del negocio de Tucker.

## Tucker hoy
Hoy, el Sedán '48 tiene fama más allá de la esperada por su modesta producción. De los 51 coches construidos (50 de serie y 1 prototipo) 47 aún se conservan, la mayoría en condiciones excelentes. Cuando los coches aparecen en subastas alcanzan precios muy altos. El coche número #1038 fue vendido en agosto de 2008 en la subasta RM en Monterrey (California), USA, por el precio histórico de 1.017.500 dólares. Otros coches se pueden ver en museos de automóviles de manera prominente.
El Club de Automóviles Tucker de América (Tucker Automobile Club Of America, TACA) preserva con gran interés la leyenda de Preston Tucker, el Tucker '48 y la corporación Tucker. El club realiza de manera anual convenciones y reuniones en los Estados Unidos para mantener juntos a los entusiastas de la saga Tucker.

## Réplicas
En 1997, la compañía automotriz Rob Ida inició los trabajos de una réplica del Sedán Tucker '48, que culminó en el lanzamiento y la comercialización del New Tucker '48 en 2001. Esta réplica recrea de manera muy real el cuerpo externo del Tucker, pero se construyó en un chasis de Hot Rod con los paneles plásticos. La pintura y las ruedas reflejan el moderno estilo del Hot Rod y el interior es completamente moderno. Utiliza un motor Northstart V8 proveniente de un Cadillac, montado en la parte trasera, tal y como lo diseñara Preston Tucker. De acuerdo con el constructor, el auto va de 0 a 100 km/h en 7 segundos con una velocidad máxima de 193 km/h (120 mph). Rob Ida ha construido tres coches.

## Cultura
- El legado e historia de Tucker fue contado en 1988 en la película Tucker: The Man and His Dream (Tucker: El hombre y su sueño) que protagonizó el actor Jeff Bridges. La película fue producida por George Lucas y dirigida por Francis Ford Coppola.
- Germán Blau, uno de los protagonistas del libro "Marina" de Carlos Ruiz Zafón, tiene un Tucker en el garaje de su antigua casona en Barcelona.